# あなたにありがとう
『あなたにありがとう』は、1998年4月4日から1999年9月25日まで関西テレビで放送されていたバラエティ番組である。放送時間は毎週土曜 12:00 - 13:00 （日本標準時）。

## 概要
出演者たちがふだん世話になっている人々に感謝の意を伝える模様を放送していた番組。番組は、各回のゲストタレントによるVTRコーナーと、番組に応募した一般人によるVTRコーナーによって構成されていた。

## 出演者

### 司会
- 榊原郁恵
- 清水圭

### その他の主な出演者
- 増田英彦（ますだおかだ）
- 岡田圭右（ますだおかだ）
- 黒田有（メッセンジャー）

## スタッフ
- 制作協力：ボーイズ
- プロデューサー：大澤徹也
- 制作著作：関西テレビ

## コーナー
- レンタル黒田くん